# Craticulariidae
Craticulariidae is een familie van sponsdieren uit de klasse van de Hexactinellida. 

## Geslacht
- Laocoetis Pomel, 1872